# Henri Heintz
Henri Heintz (Reims, 17 de juliol de 1946) va ser un ciclista francès, que fou professional entre 1969 i 1971.

## Palmarès
- 1967
  - Vencedor d'una etapa de la Cursa de la Pau